# 中央广播电视总台英语环球节目中心
中央广播电视总台英语环球节目中心，简称总台英语环球节目中心，对外称中央广播电视总台英语环球节目中心（CGTN），是中央广播电视总台内设机构，成立于2019年8月16日，主要负责英语、西班牙语、法语、阿拉伯语、俄语语言对外宣传节目的制作，管理中国环球电视网各外语频道以及CGTN Radio等英语、西班牙语、法语、阿拉伯语、俄语语言频率。

## 沿革
2019年8月16日，根据中央广播电视总台《关于成立中央广播电视总台英语环球节目中心的决定》，决定整合原央视英语频道、纪录国际频道，国广英语中心的制播资源以及原央视新媒体新闻编辑部、综合部的部分制播资源，设立中央广播电视总台英语环球节目中心，作为总台内设机构，负责统筹中国环球电视网英语频道、中国环球电视网纪录频道以及中国国际广播电台的英语语言频率、官方网站、移动客户端的采编、制作、播出工作。中央广播电视总台台长慎海雄将英语环球节目中心定位为“总台国际传播的主渠道”及“对外传播主力军、排头兵、桥头堡”。总台英语环球节目中心与总台欧洲拉美地区语言节目中心、亚洲非洲地区语言节目中心三者并列为中国环球电视网（中国国际电视台）的内容组成单元。
2021年5月11日，中央广播电视总台英语环球节目中心、亚洲非洲地区语言节目中心、欧洲拉美地区语言节目中心内设机构调整，总台英语环球节目中心对外改称中央广播电视总台英语环球节目中心（CGTN），总台亚洲非洲地区语言节目中心下设的阿拉伯语部以及欧洲拉美地区语言节目中心下设的西班牙语部、法语部、俄语部整建制划转至英语环球节目中心。
2022年5月，中央广电总台团委决定授予中央广播电视总台英语环球节目中心CGTN采访部首届“中央广播电视总台青年文明号”荣誉称号。

## 机构设置
根据《关于成立中央广播电视总台英语环球节目中心的决定》等有关规定，中央广播电视总台英语环球节目中心设置正处级内设机构15个。总台英语环球节目中心设置下列机构：

### 内设机构
- 综合部
- 策划部
- 新媒体编辑部
- 电视新闻编辑部
- 采访部
- 评论部
- 财经节目部
- 专题节目部
- 文化节目部
- 音频节目部
- 西班牙语部
- 法语部
- 阿拉伯语部
- 俄语部
- 对外合作部

## 主管频道（频率）
- 中国环球电视网英语频道[1]
- 中国环球电视网西班牙语频道
- 中国环球电视网法语频道
- 中国环球电视网阿拉伯语频道
- 中国环球电视网俄语频道
- 中国环球电视网纪录频道[1]
- CGTN Radio[1]
- CGTN Radio Français

## 历任领导
中央广播电视总台英语环球节目中心主任
- 范昀（2020年1月至今）[4]